# Boris Brainin
Boris Brainin, Geburtsname: Beer Brainin, Hauptpseudonym: Sepp Österreicher, andere Pseudonyme: Natalie Sinner, Berthold Brandt, Klara Peters (* 10. August 1905, Nikolajew; † 11. März 1996 in Wien) war ein österreichischer Dichter, Satiriker, Nachdichter, Übersetzer, polyglott  (sprach fließend 15 Sprachen; in seinem letzten Buch sind Nachdichtungen aus 26 Sprachen veröffentlicht) und Antifaschist.

## Leben
Geboren im Russischen Reich, wurde Boris Brainin im Alter von wenigen Monaten von den Eltern nach Wien mitgenommen, wo bereits Angehörige der Familie Brainin lebten. Die Eltern des Dichters waren Leo Brainin (6. März 1877–1953) und Rivitta (Riva Itta) Brainin (geb. Trachter, 1877–1974).
Brainin absolvierte die Universität Wien mit Doktorgrad im Fach Germanistik. Er trat 1927 der Kommunistischen Partei Österreichs (KPÖ) bei. Im Jahre 1934 nahm Brainin auf Seiten des Republikanischen Schutzbundes am Februaraufstand teil und war nach der Niederlage gezwungen, Wien zu verlassen. Er floh über Polen in die Sowjetunion.
Dort unterrichtete er ab 1935 in der Stadt Engels Studenten des Pädagogischen Instituts der Wolgadeutschen Republik im Fach Sprachwissenschaft. Unter ihnen waren auch die Eltern des Komponisten Alfred Schnittke. Die Geburt auf dem Territorium des Russischen Reichs ermöglichte ihm, die sowjetische Staatsangehörigkeit anzunehmen. Während des Großen Terrors fiel Brainin 1938 dem NKWD-Befehl Nr. 00439 zum Opfer, wurde aber nicht erschossen. Bis 1942 befand er sich im Gulag im Nord-Ural und bis 1945 in der Arbeitsarmee in Gefangenschaft.  Möglicherweise hatte Boris Brainin der Wechsel seiner Staatsbürgerschaft das Leben gerettet. Sein ebenfalls in die Sowjetunion emigrierter und dann inhaftierter Bruder Wilhelm Brainin, der in Wien geboren wurde, hatte die sowjetische Staatsbürgerschaft nicht annehmen können. Ihn wies die Sowjetunion im Jahre 1940 nach Nazideutschland aus, wo er nach der Meinung von Boris Brainin im KZ Majdanek als Jude ermordet wurde:

„Meine Eltern erhielten in Buenos Aires vom Lubliner Rabbinat die Verständigung, daß ihr Sohn Dr. Wilhelm Brainin am 30. November 1941 im Lubliner Ghetto an einer Herzentzündung gestorben ist. Am ehesten ist er im benachbarten Vernichtungslager Majdanek vergast worden.“

Brainin lebte anschließend in Verbannung in Nischni Tagil mit Rechtsminderung, lehrte in den Schulen. In 1955 wurde seine Vorstrafe getilgt, er zog nach Tomsk, wo er eine Lehrstelle als Dozent für deutsche Lexikologie an der Pädagogischen Hochschule bekommen hatte, und wurde 1957 rehabilitiert. Die Kenntnis vieler Sprachen half ihm auch in Tomsk:

„Ich hatte auch einen Nebenverdienst: Für das städtische Notariat übersetzte ich in den Jahren meines Aufenthalts in Tomsk Dokumente aus 18 Sprachen.“

Mit Unterstützung von Samuil Marschak und Lew Ginsburg, den bekannten sowjetischen Übersetzern aus dem Deutschen, übersiedelte er nach Moskau. Er arbeitete als Literaturberater in der Zeitung der Russlanddeutschen "Neues Leben" (1960–1992). Er hat einen wesentlichen Beitrag zum Entstehen, zur Erhaltung und zur Entwicklung der Literatur der Russlanddeutschen geleistet. Nach den Worten von Wendelin Mangold, hatte er folgende Ansicht über die Umstände, in denen diese Literatur existierte:

„An dieser Stelle erinnere ich an den legendär gewordenen Spruch des prominenten russlanddeutschen Dichters Boris Brainin, Pseudonym Sepp Österreicher, der sich einmal folgendermaßen geäußert haben soll: Um die russlanddeutsche Literatur zu sehen, muss man auf die Knie gehen“

1959 wurde er Mitglied des Schriftstellerverbandes der UdSSR.
Die KPÖ ernannte ihn 1978 zum Ehrenmitglied und zeichnete ihn mit der Koplenig-Medaille für die Verdienste im Kampf gegen den Faschismus aus.
Im Jahre 1992 wurde Brainin nach Österreich repatriiert. Vor der Repatriierung schrieb er auf Russisch die Memoiren seines Lebens im Gulag. Nach der Ankunft in Österreich schrieb er die deutsche Fassung der Memoiren („Erinnerungen eines Arbeitspferdes“). Das Archiv Brainins bewahren hauptsächlich das Wiener Literaturhaus und teilweise die Universität Bremen.

## Literarische Tätigkeit
Brainin veröffentlichte ca. 1500 Nachdichtungen der Lyrik sowjetischer Dichter und übersetzte u. a. Puschkins Eugen Onegin ins Deutsche. Seine Nachdichtungen folgen dem Rhythmus und der Reimweise des Originals und entsprechen auch den Anforderungen der philologischen Genauigkeit. Unter seiner Nachdichtungen sind Werke von Sergej Jessenin, Anna Achmatowa, Nikolai Gumiljow, Marina Zwetajewa, Boris Pasternak, Nikolai Sabolozki, Konstantin Simonow, Jewgeni Jewtuschenko, Andrei Wosnessenski, Robert Roschdestwenski, Bella Achmadulina, Bulat Okudschawa und von vielen anderen. U. a. übersetzte Brainin Lieder aus dem russischen Kultfilm Ironie des Schicksals.

## Bekannte Verwandte
Boris Brainin ist Vater einer Tochter sowie des russisch-deutschen Musikfunktionärs, Musikpädagogen, Musiktheoretikers und Poeten Valeri Brainin und ist unter anderem verwandt mit:
- Elisabeth Brainin (1949), österreichische Psychoanalytikerin und Autorin
- Hugo Brainin (1924), österreichischer Überlebender und Zeitzeuge des Holocaust
- Fritz Brainin (1913–1992), österreichisch-amerikanischer Dichter
- Harald Brainin (1923–2006), österreichischer Lyriker und Schriftsteller[17]
- Max Brainin (1909–2002), österreichisch-amerikanischer Werbegrafiker[18]
- Michael Brainin (1951), österreichischer Neurowissenschaftler[19]
- Norbert Brainin (1923–2005), österreichisch-britischer Violinist, Gründer des Amadeus-Quartetts
- Reuben Brainin (1862–1939), hebräischer und jiddischer Schriftsteller und Literaturkritiker

## Werke (Auswahl)
- Sepp Österreicher. Mit einem heitern, einem nassen Aug. Verlag Progress, Moskau, 1967, DNB 575298669
- Sepp Österreicher. Reise von A bis Z. — Moskau, 1970.
- Sepp Österreicher. Wo fängt denn unsere Heimat an? Ausgewählte Nachdichtungen sowjetischer Poesie. — Moskau: Verlag Progress, 1973. — 176 S.
- Sepp Österreicher. Peter Ohneruh und andere. — Moskau, 1977.
- Sepp Österreicher. Potpourri (Humorsalat. Satirisches Intermezzo. Allerhand vom Kinderland). — Moskau, 1981.
- Sepp Österreicher. Echo. Ausgewählte Nachdichtungen sowjetischer Lyrik. — Moskau: Raduga-Verlag, 1986. — 295 S. ISBN 5-05-000594-9
- Brainin B. L. Wridols Erinnerungen (auf Russisch). — Moskau, 1987. Maschinenschrift, 197 S[20]
- Brainin B. L. Wridols Erinnerungen (auf Russisch), Publikation in der Zeitschrift «Kreschtschatik», 2010–2012
- Sepp Österreicher (Boris Brainin). Wridols Erinnerungen. Erinnerungen eines Arbeitspferdes. — Wien: Pilum Literaturverlag, 2019. ISBN 978-3-902960-98-6
- Boris Brainin (Sepp Österreicher). Motl, der Waisenknabe. Übersetzung des jiddischen Romans von Scholem Alejchem. Pilum Literaturverlag, Wien 2023. ISBN 978-3-99090-059-8[21]